# Pingasa acutangula
Pingasa acutangula är en fjärilsart som beskrevs av W. Warren 1903. Pingasa acutangula ingår i släktet Pingasa och familjen mätare. Inga underarter finns listade i Catalogue of Life.